# 30 minuts
30 minuts és un programa informatiu de Televisió de Catalunya que s'emet per TV3, i que té una durada, tal com el seu nom indica, de mitja hora. S'emet els diumenges al vespre després del Telenotícies vespre. Va començar a emetre's l'any 1984 (aleshores l'emissió era els divendres entre les 21 - 21.30 h) i des de llavors ha tractat, ininterrompudament, temes molt diversos (normalment d'actualitat) tant de creació pròpia com documentals provinents d'altres països.
El format és sempre el mateix: comença amb una presentació, habitualment del director, i després s'emet el documental.
El diumenge 25 d'octubre del 2009 es va emetre el reportatge Abecé 30 minuts, com a commemoració del 25è aniversari del programa. I el diumenge 19 d'octubre del 2014, el reportatge Èxode, com a commemoració del 30è aniversari.

## Directors

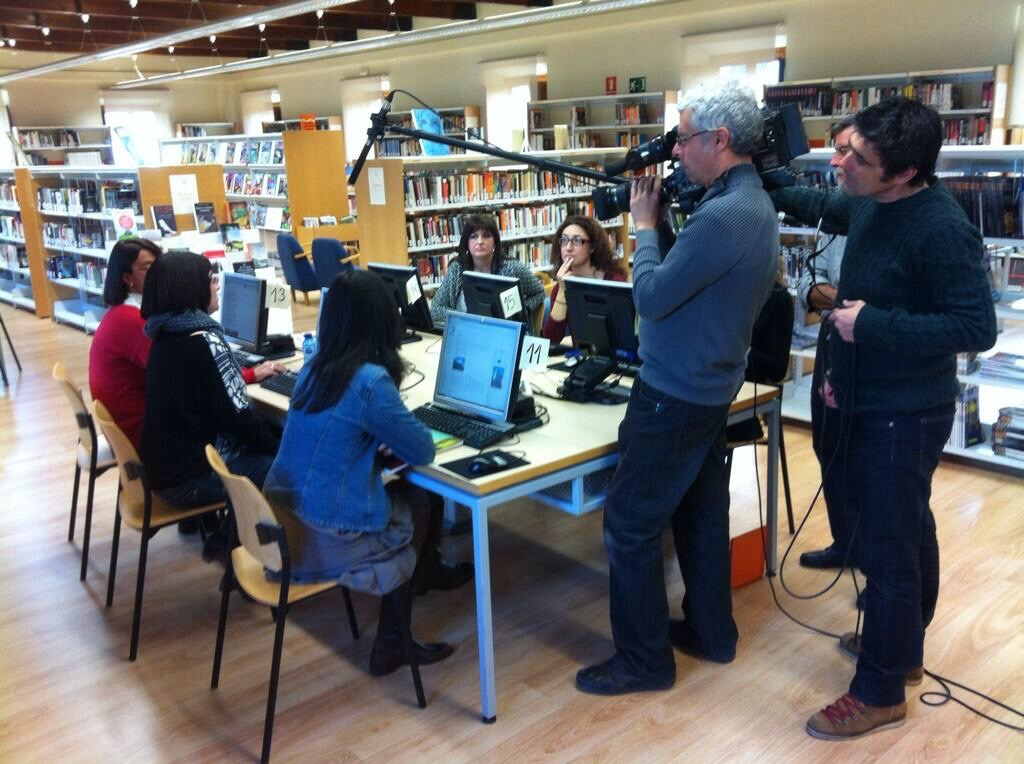
Periodistes a la Biblioteca de Roquetes enregistrant el reportatge Viquipedistes

- 1984 — 2008: Joan Salvat i Saladrigas
- 2008 — 2017: Eduard Sanjuán
- 2017 — actualitat: Carles Solà Serra

## Premis i reconeixements
El programa i els documentals emesos han rebut desenes de premis, entre els quals destaquen:
- 2014 - Premi Òmnium Cultural de Comunicació[5]
- 2009 - Premi Nacional de Comunicació[6]
- 2008 - Premi Ciutat de Barcelona
- 2005 - Premi Cecot
- 2004 - Medalla FAD (Foment de les Arts i el Disseny)[7]
- 2001 - Premi Lliri de l'Associació de Dones Periodistes de Catalunya.[8]